# Abisso Horizon
L’abisso Horizon è un abisso marino situato nella parte sudoccidentale dell'Oceano Pacifico. Con i suoi 10.647 m di profondità è il secondo punto più profondo della fossa di Tonga.

## Localizzazione geografica
L'abisso Horizon si trova nella parte sudoccidentale del Pacifico a ovest della dorsale delle Tonga-Kermadec, a sud dell'isola di Tonga, nella parte meridionale della fossa di Tonga, a sud dell'abisso Vitjaz' 2.
L'abisso si posiziona alle coordinate 25°S e 175°W.